# 夜久野町における丹波漆と漆搔き
本項では夜久野町における丹波漆と漆掻き（やくのちょうにおけるたんばうるしとうるしかき）について述べる。
福知山市夜久野町は京都府北西部に位置し、古くから日本でも有数の漆の産地で、質の良い漆を産出することで知られている。生産された漆は「丹波漆」として知られ、京都の伝統工芸を支えてきたとともに、夜久野地方の地元経済を大きく支えてきた生業であった。

## 漆の栽培と生産の推移

### 漆の歴史[2]
江戸時代
漆は福知山藩で主要な特産物であり、その中でも夜久野郷は主生産地の一つであった。1792年（寛政4年）の井田村の「御漆山木数覚」によると、多いもので40本、少ないもので1本という開きはあるが、百姓それぞれが畑地やサキ地末に栽培していたとされる。また、役人から木数を減らさないようにいわれているのを承知した文書を「百姓中」として庄屋と組頭宛に提出している記録も残っている。
幕末になると、1825年（嘉永5年）には、「領内の産物穀物は一切自由な売買を禁止して藩営とする」「産物を抜いて売買する者は最も重罪とする」などを定めた「市川御趣旨」が出されたが、藩内農民から反感を買い、1860年（万延元年）の市川騒動へと発展していく。この騒動は、夜久野郷が主動力であったとも言われ、漆を始めとした特産品に対する規制にその一因があったのではないかとも言われている。
明治時代
中国大陸から安い外国漆が輸入され始め、日本の漆採取業者は徐々に苦しい立場に陥る。
昭和時代（戦前・戦時中）
生漆の生産は漸減し、輸入漆への依存が高まっていく。この状況下から脱出しようと、国は国産漆の増産奨励に乗り出し、1933年（昭和8年）に漆樹増産10ヵ年計画を打ち出した。京都府内では、漆増殖実行組合数19、組合員1729名が組織され、天田郡では府内で最も多い4組合が組織された。しかし、10ヵ年計画の最終年は、太平洋戦争真っ只中であり、計画が十分に進行した可能性は低いとされる。
昭和時代（戦後）
GHQの指示のもと国内資源の活用が叫ばれる。国産漆においては、1948年（昭和23年）に京都商工会議所にて漆液増産についての協議がなされ、丹波漆生産組合を設立した。

### 漆生産不振の要因
漆の生産不振の要因は、明治時代以降の大陸漆の輸入、昭和初期の不況、養蚕業の盛況による漆畑から桑畑への転換、スギやヒノキの植林が主な要因とされている。

## 夜久野の漆掻き
明治初年調査とされる「天田郡第五組諸営業人名簿」によると、漆卸・漆仲買を筆頭に20数種、営業人210余名が記録されており、雑商の50余を除けば漆関係業が数的に首位を占めていた。

### 5月の節行き[4]
1887年（明治20年）頃の夜久野町における額田旦という地域を例にとると、世帯数21戸のうち宿屋1戸を除くすべてが農業を営むかたわら、漆掻きに従事していた。このように全戸が漆掻きというのは特別であるが、夜久野町の各地域で漆の掻き手は多くいたとされる。
盛時には、掻き手の方が多くいたため地元の木だけでは足りず、多くの掻き手が漆を求めて出稼ぎに行っていた。その掻き手が、5月の節の日に連れだって出稼ぎに行くので、これを「5月の節行き」と称していた。出稼ぎ先は、天田郡を中心に、京都府内はもとより若狭遠敷郡、但馬、美作、備中、さらには石見、九州まで出向いたとされる。出稼ぎ先では、掻き手は「掻きさん」と呼ばれ親しまれていた。

### 山たて[5]
漆掻きの仕事を終えてから次の仕事の手筈を整えることを、「山たて」という。「山たて」には、よい木のある場所を同業仲間で紹介し合い、次の仕事場の選定をするとともに、そこで仕事をするための資金を調達するための段取りも含んでいる。
漆の木の成育度や良否を見て、仕事場を設定するには長年の経験と勘が必要とされる。なお、秋に入ると周囲の木々の緑の中で紅葉した漆が目に付くようになるが、どこに何の木があるか分かりやすいので、この時期を利用して「山たて」をするのが便利とされた。また、きれいに紅葉した木は質の良い漆液がでるが、早くから黄色く色づいた木からは漆が出ないといわれている。

### 徒弟奉行[6]
漆掻きを目指す者は年頃になると思い思いに親方をとって弟子になったとされる。丹波漆の生産に尽力した衣川光治（1911〜94年）によると、彼の父は1889年（明治22年）に14歳で弟子入りし、1年目の年収が1円50銭、2年目が2円50銭、3年目が3円50銭、4年目が4円50銭だったという（当時、米1升の値段が3～4銭）。こうした修業期間を終え、経験を積むことで一本立ちになれたとされる。

### 山の神講
漆掻き仲間だけの山の神講の風習があり、山仕事の無事を祈るとともに資金融通の話などもされた。

## 漆掻きの時期・手順・方法

### 漆掻き暦[7]
初夏・盛夏・秋・晩秋の各時期に採取される漆液は質も異なり、それぞれ特別な呼称がある。
| 6月上旬  | ハツウルシ                |
| 中旬     | ハツウルシ                |
| 下旬     | ハツウルシ                |
| 7月上旬  | サカリウルシ              |
| 中旬     | サカリウルシ              |
| 下旬     | サカリウルシ              |
| 8月上旬  | サカリウルシ              |
| 中旬     | サカリウルシ              |
| 下旬     | サカリウルシ              |
| 9月上旬  | サカリウルシ              |
| 中旬     | オソウルシ （トメウルシ） |
| 下旬     | オソウルシ （トメウルシ） |
| 10月上旬 | オソウルシ （トメウルシ） |
| 中旬     | オソウルシ （トメウルシ） |
| 下旬     | オソウルシ （トメウルシ） |
| 11月上旬 | セシメウルシ              |
| 中旬     | セシメウルシ              |
| 下旬     | セシメウルシ              |
| 12月上旬 | セシメウルシ              |

採取に当たっては、1本の木から毎日連続して採ると樹勢が弱まり、また樹液の質も落ちるため、常に適度な間隔をあけて休ませながら採る。その際、あまり長く休ませると樹液に水分が多くなって質が落ちるので、5日目に元の木に戻る「5日ヘン」が一番良いとされる。例えば、細い木なら1人で400本、毎日100ずつ採取して5日目に元に戻るようにし、太い木なら200本で1日50本とする。これを「一人掻き」と呼ぶ。樹液の質が良く仕事もやりやすいのは15～16年生の径5寸、廻り1尺5寸くらいの木で、これを中心に300本で一人掻きをすることが理想的な「山たて」とされた。

### ハツウルシ
初鎌を入れる時期は漆の花が7割程度開花した頃が適期で、丹波では6月上旬である。二辺鎌、三辺鎌、四・五・六辺鎌と時間がたつごとに漆の量や色、粘性なども徐々に変わっていく。初鎌から20日余り過ぎると漆が大分出るようになり、この時期の漆を「ハツウルシ」と呼ぶ。この時期までに初鎌、二辺鎌、三辺鎌、四・五・六辺鎌までを行う。

### サカリウルシ
七辺鎌は6月末か7月初めになり、この辺掻きから「サカリウルシ」となる。この期間は気温が高く、樹力も旺盛で樹液の分泌も多いため、漆掻きにとってはこの7～8月の2か月間が勝負の時とされる。

### オソウルシ
9月に入り気温が下がり始めると樹液の量も減り、質も落ちる。この時期から「オソウルシ（トメウルシ）」となる。この時期に出る樹液は樹脂が多く粘いものである。

### セシメウルシ
11月からは「セシメウルシ」となり、「枝ウルシ」とも呼ばれる。この時期でも量は結構出るが、透明度は劣る。しかし粘着力が強いため、友禅の型紙を作るのに適し、重宝がられた。

## 丹波漆の復活と現状
全国の漆産業が衰退していく中、丹波漆が今日まで継承されているのは、衣川光治（1911〜94年）による功績が大きい。衣川は1948年（昭和23年）に丹波漆生産組合を立ち上げるとともに、苗木の育成から植林、生産と、丹波の漆産業を支えてきた。こうした衣川の志を受け継ぎ、1986年（昭和61年）に30～40歳代の農業青年数人から丹波漆生産組合が再構成され、日本各地の同業者や研究者との交流が行われ、漆の研究に力が注がれるようになった。
京都府教育委員会は1991年（平成3年）4月19日付で、丹波漆生産組合あてに漆掻きの技を「丹波の漆掻き」として京都府指定無形民俗文化財に指定した。さらに、1999年（平成11年）にオープンした「農匠の郷やくの」の「やくの木と漆の館」では丹波漆関連の展示と漆器製作、漆樹細工の民芸品つくりなどが試みられている。また、2009年（平成21年）には、文化庁から夜久野の漆植栽地が「ふるさと文化財の森」に設定されている。
2012年（平成24年）には、NPO法人丹波漆が設立され、丹波漆の普及に尽力している。